# Archibald Hamilton
Lord Archibald Hamilton (17. února 1673 – 5. dubna 1754) byl skotský šlechtic, britský politik, námořní důstojník a dvořan. Po aktivní účasti v dynastických válkách přelomu 17. a 18. století byl třicet let poslancem Dolní sněmovny a zastával řadu funkcí, mimo jiné u dvora nebo ve správě kolonií. I když v námořnictvu nedosáhl nejvyšších hodností, v administraci Royal Navy byl dvakrát prvním námořním lordem (1733–1738 a 1742–1746). Jako mladší bratr vévody užíval celý život titul lorda (bez členství ve Sněmovně lordů).

## Životopis
Pocházel z významného skotského rodu Hamiltonů, narodil se jako nejmladší syn Williama Douglas-Hamiltona, 1. hraběte ze Selkirku (1634–1694), a jeho manželky Anne Hamiltonové, 3. vévodkyně z Hamiltonu (1632–1716). Studoval v Glasgow, později v Londýně a v roce 1687 vstoupil jako dobrovolník do Royal Navy. V roce 1691 byl v hodnosti poručíka pobočníkem guvernéra na Barbadosu a již ve dvaceti letech dosáhl hodnosti kapitána. Po návratu do Evropy operoval v Lamanšském průlivu a bojoval proti francouzským pirátům. Později se aktivně zúčastnil války o španělské dědictví, pod velením admirála George Rooka bojoval v zátoce Vigo (1702) a v bitvě u Málagy(1704). V roce 1708 odešel do výslužby s polovičním platem a aktivně vstoupil do politiky.
V letech 1708–1710 byl poslancem Dolní sněmovny, kde se připojil k whigům. Ve volbách v roce 1710 nekandidoval a vrátil se na moře, když byl s podporou vévody z Marlborough jmenován guvernérem na Jamajce (1711–1716). V Karibiku podporoval anglické piráty, načež byl zbaven funkce a předvolán před válečný soud, který jej ale obvinění zbavil. Znovu byl zvolen do Dolní sněmovny a poslancem za skotské volební obvody byl v letech 1718–1741. V letech 1729–1738 byl lordem admirality a jako druhý nejvyšší námořní důstojník v administraci Royal Navy byl v letech 1733–1738 prvním námořním lordem (v té době se tato funkce označovala jako Senior Naval Lord). Poté přešel do dvorských služeb a v letech 1738–1746 byl pokladníkem prince waleského. Poslancem Dolní sněmovny byl naposledy v letech 1742–1746 za přístav Dartmouth a v letech 1742–1746 znovu také lordem admirality. Nakonec v letech 1746–1754 zastával čestnou funkci guvernéra špitálu v Greenwichi.

## Majetkové a rodinné poměry

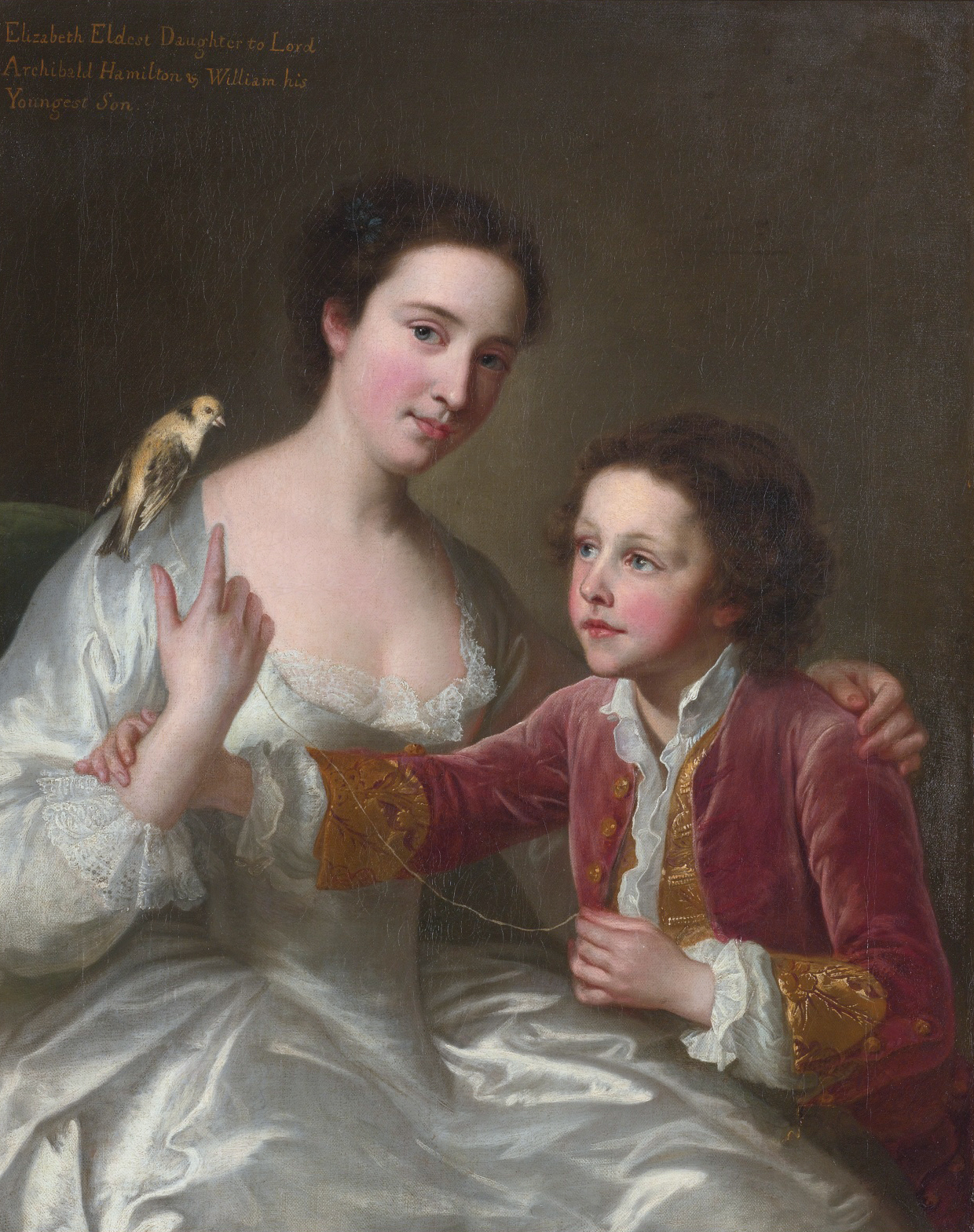
Archibaldova dcera Elizabeth, pozdější hraběnka z Warwicku, a syn William, pozdější dlouholetý vyslanec v Neapoli

Lord Archibald Hamilton během života pobýval na různých sídlech ve Skotsku a Anglii, delší dobu byl jeho hlavním sídlem zámek Park Place v hrabství Berkshire. Toto panství koupil v roce 1719 a podnikl přestavbu zámku, v roce 1738 jej ale prodal princi waleskému, v jehož službách tehdy působil.
Byl třikrát ženatý, potomstvo měl až ze třetího manželství s Jane Hamiltonovou (1702–1753), dcerou 6. hraběte z Abercornu, která byla v letech 1736–1745 nejvyšší hofmistryní princezny waleské. Z jejich manželství pocházelo šest dětí. Starší dva synové zemřeli v mládí, nejmladší syn Sir William Hamilton (1730–1803) vynikl jako dlouholetý vyslanec v Neapoli. Dcera Elizabeth (1720–1800) byla manželkou 1. hraběte z Warwicku z rodu Greville, mladší dcera Jane (1726–1771) se provdala za generála a diplomata 9. barona Cathcarta.
Archibaldovi starší bratři byli významnými představiteli klanu Hamiltonů na přelomu 17. a 18. století, byli to James Hamilton, 4. vévoda z Hamiltonu (1658–1712), John Hamilton, 1. hrabě z Ruglenu (1665–1744), a polní maršál George Hamilton, 1. hrabě z Orkney (1666–1737).